# Isla San Antonio (Ecuador)
Isla San Antonio es el nombre de una isla que pertenece al país sudamericano de Ecuador localizada en el Océano Pacífico en las coordenadas geográficas 03°22′14″S 80°15′45″O / -3.37056, -80.26250 al norte de la isla Payana, y la isla Puercos, al oeste de la Boca de Payana y al suroeste de la isla Tembleque y los Bajos de Payana. Administrativamente es una parte de la provincia de El Oro, Región Litoral de Ecuador.